# 扎瓦德西克
50°21′26″N 35°51′26″E / 50.35722°N 35.85722°E
扎瓦德斯凱（烏克蘭語：Завадське）是位於烏克蘭東部的村莊，由哈爾科夫州博霍杜希夫區的佐洛奇夫市鎮負責管轄。該村始建於1700年，面積0.8平方公里，海拔高度164米，2001年人口152，人口密度每平方公里190人。